# بزاعه
بزاعه (به عربی: بزاعة) یک موقعیت مکانی و روستا در سوریه است که در ناحیه مرکزی الباب واقع شده‌است. بزاعه ۱۲٬۷۱۸ نفر جمعیت دارد.